# Bonnebosq
Bonnebosq [bɔnbo] est une commune française, située dans le département du Calvados en région Normandie, peuplée de 659 habitants (les Bonnebosquais).

## Géographie
Situé sur la route du cidre dans le pays d'Auge, à une vingtaine de kilomètres de Deauville, la commune fait partie de la communauté de communes de Cambremer, terre du cheval par excellence.
| Danestal, Beaufour-Druval | Valsemé               | Valsemé            |
| Auvillars                 | Bonnebosq             | Clarbec, Formentin |
| Auvillars                 | Auvillars, Le Fournet | Le Fournet         |

### Géologie et relief
La commune est classée en zone de sismicité 1, correspondant à une sismicité très faible.

### Voies de communication et transports

#### Voies de communication
On accède à Bonnebosq, soit :
- par la D 146 à l'ouest de Beaufour-Druval,
- par la D 16 au nord de Drubec, au sud de Léaupartie,
- par la D 22 à l'est de Le Torquesne.

### Hydrographie
La commune est située dans le bassin Seine-Normandie. Elle est drainée par la Dorette, le fossé 01 du Nouveau Monde et le Mont Dorain,,.
La Dorette, d'une longueur de 16 km, prend sa source dans la commune  et se jette  dans la Dives à Cléville, après avoir traversé huit communes. 

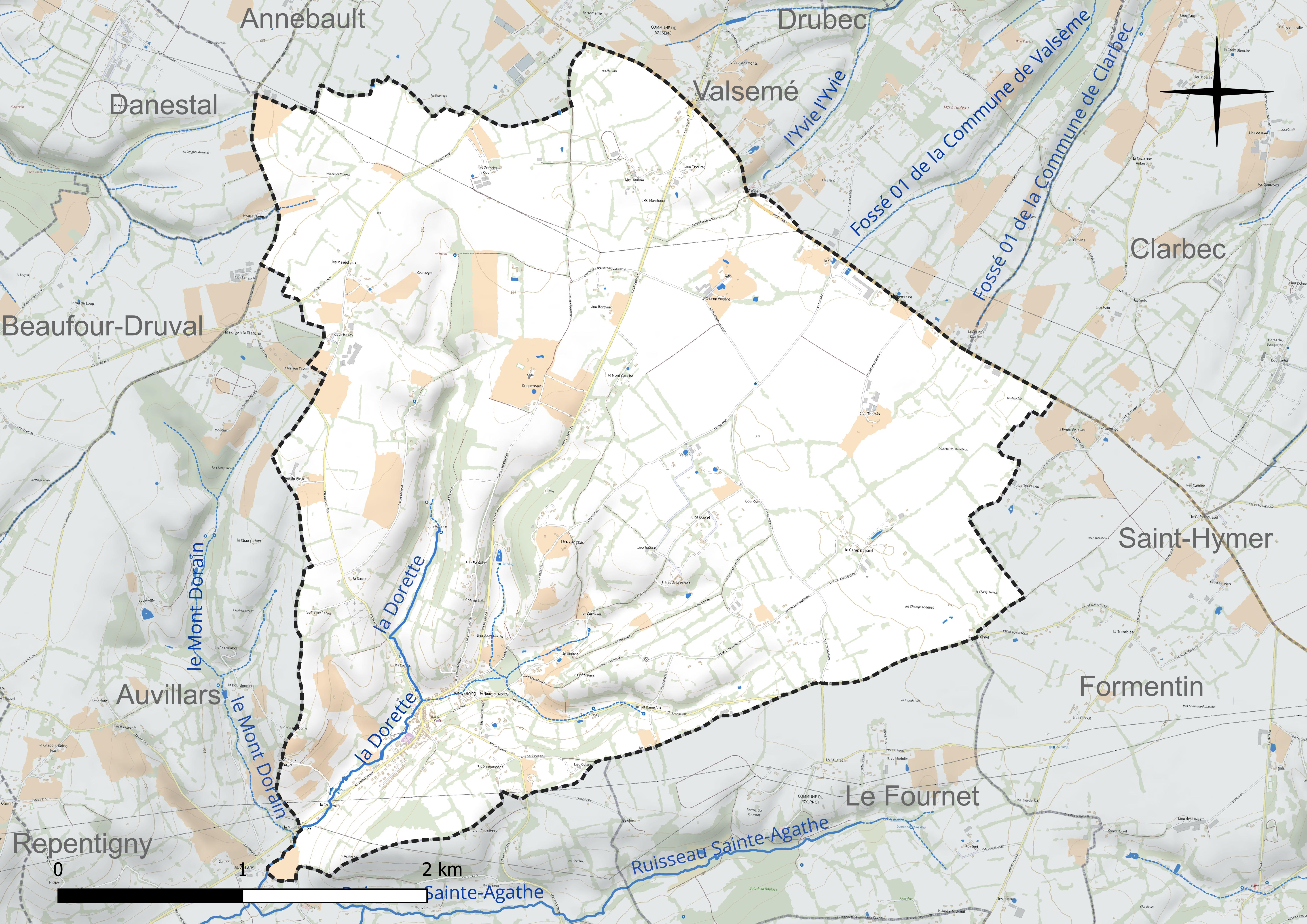
Réseau hydrographique de Bonnebosq.

### Climat
Pour des articles plus généraux, voir Climat de la Normandie et Climat du Calvados.
En 2010, le climat de la commune est de type climat océanique franc, selon une étude du CNRS s'appuyant sur une série de données couvrant la période 1971-2000. En 2020, Météo-France publie une typologie des climats de la France métropolitaine dans laquelle la commune est exposée à un climat océanique et est dans une zone de transition entre les régions climatiques « Côtes de la Manche orientale » et « Normandie (Cotentin, Orne) ». Parallèlement le GIEC normand, un groupe régional d'experts sur le climat, différencie quant à lui, dans une étude de 2020, trois grands types de climats pour la région Normandie, nuancés à une échelle plus fine par les facteurs géographiques locaux. La commune est, selon ce zonage, exposée à un « climat contrasté des collines », correspondant au pays d'Auge, Lieuvin et Roumois, moins directement soumis aux flux océaniques et connaissant toutefois des précipitations assez marquées en raison des reliefs collinaires qui favorisent leur formation.
Pour la période 1971-2000, la température annuelle moyenne est de 10,5 °C, avec une amplitude thermique annuelle de 13 °C. Le cumul annuel moyen de précipitations est de 817 mm, avec 12,8 jours de précipitations en janvier et 8,1 jours en juillet. Pour la période 1991-2020, la température moyenne annuelle observée sur la station météorologique la plus proche, située sur la commune de Lisieux à 13 km à vol d'oiseau, est de 11,7 °C et le cumul annuel moyen de précipitations est de 881,4 mm,. Pour l'avenir, les paramètres climatiques de la commune estimés pour 2050 selon différents scénarios d'émission de gaz à effet de serre sont consultables sur un site dédié publié par Météo-France en novembre 2022.

## Urbanisme

### Typologie
Au 1er janvier 2024, Bonnebosq est catégorisée commune rurale à habitat dispersé, selon la nouvelle grille communale de densité à 7 niveaux définie par l'Insee en 2022. Elle est située hors unité urbaine et hors attraction des villes,.

### Occupation des sols
L'occupation des sols de la commune, telle qu'elle ressort de la base de données européenne d'occupation biophysique des sols Corine Land Cover (CLC), est marquée par l'importance des territoires agricoles (97,7 % en 2018), une proportion identique à celle de 1990 (97,7 %). La répartition détaillée en 2018 est la suivante : prairies (54,8 %), terres arables (29,3 %), zones agricoles hétérogènes (13,6 %), zones urbanisées (2,3 %). L'évolution de l'occupation des sols de la commune et de ses infrastructures peut être observée sur les différentes représentations cartographiques du territoire : la carte de Cassini (XVIIIe siècle), la carte d'état-major (1820-1866) et les cartes ou photos aériennes de l'IGN pour la période actuelle (1950 à aujourd'hui).

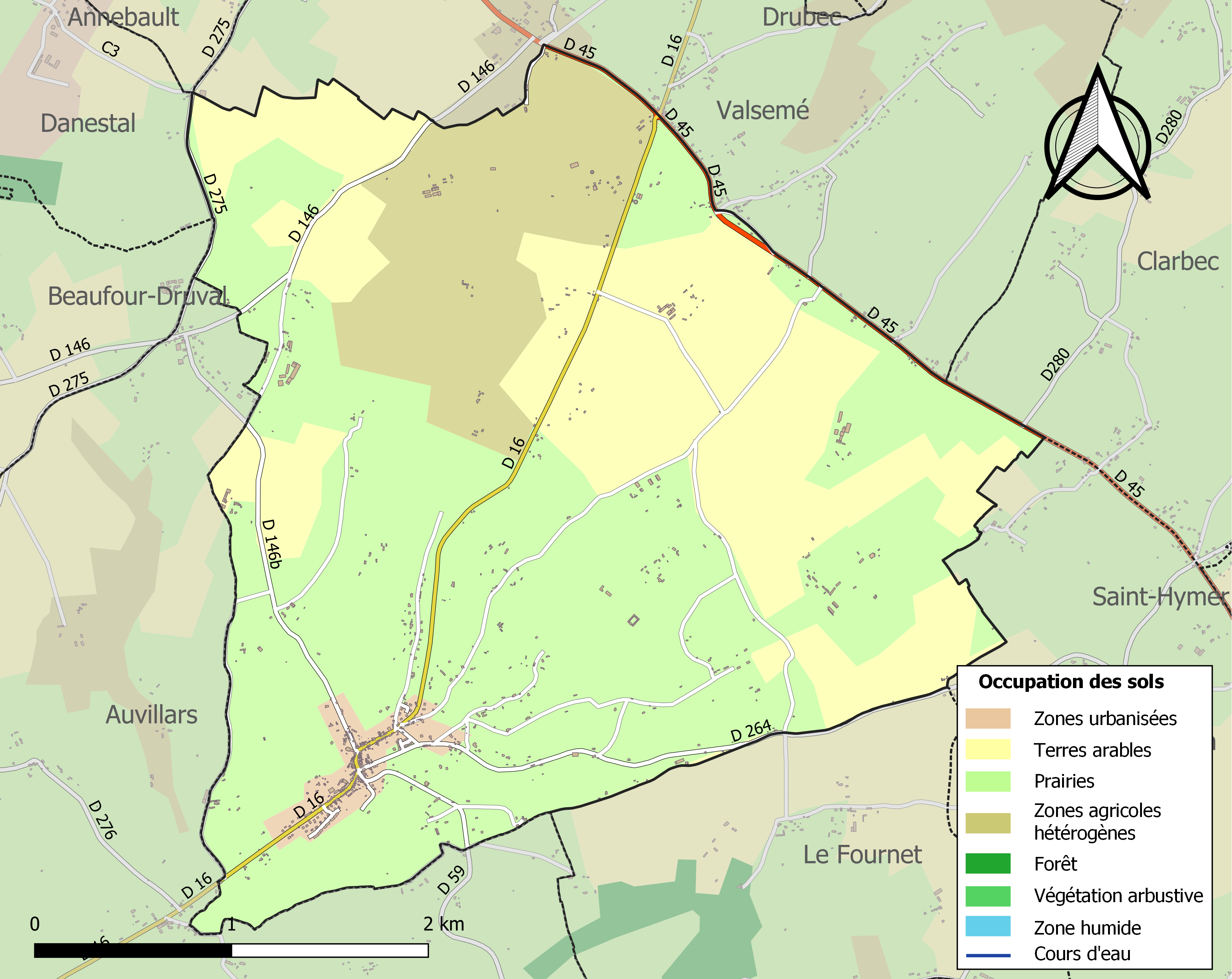
Carte des infrastructures et de l'occupation des sols de la commune en 2018 (CLC).

### Logement
En 2013, le nombre total de logements dans la commune était de 427.
Parmi ces logements, 73,1 % étaient des résidences principales, 19,7 % des résidences secondaires et 7,3 % des logements vacants.
La part des ménages propriétaires de leur résidence principale s'élevait à 64,7 %.

## Toponymie
Attesté sous les formes Bonesboz 1090, Bonneboz en 1155.
Le « bois de Bono » (nom d'homme d'origine germanique).

## Histoire
Wace dans le Roman de Rou cite un seigneur de Bonnebosq, et, en 1096, un Jean de Bonnebosq participe avec Robert Courteheuse à la première croisade.
À la création des cantons, Bonnebosq est chef-lieu de canton. Ce canton est supprimé lors du redécoupage cantonal de l'an IX (1801).

## Politique et administration
| Période                                  | Période        | Identité          | Étiquette | Qualité           |
| ---------------------------------------- | -------------- | ----------------- | --------- | ----------------- |
| mars 1977                                | septembre 1981 | Aldonce Blanchard |           |                   |
| septembre 1981                           | juin 1995      | Jacques Bouchard  |           |                   |
| juin 1995                                | mars 2001      | Olivier Varin     |           | Notaire           |
| mars 2001                                | mars 2008      | Christian Blouet  | PCF       |                   |
| mars 2008                                | En cours       | Anne Varin        |           | Juge de proximité |
| Les données manquantes sont à compléter. |                |                   |           |                   |

Le nombre d'habitants, au dernier recensement, étant compris entre 500 et 1499, le nombre de membres du conseil municipal est de 15.

## Démographie
L'évolution du nombre d'habitants est connue à travers les recensements de la population effectués dans la commune depuis 1793. Pour les communes de moins de 10 000 habitants, une enquête de recensement portant sur toute la population est réalisée tous les cinq ans, les populations de référence des années intermédiaires étant quant à elles estimées par interpolation ou extrapolation. Pour la commune, le premier recensement exhaustif entrant dans le cadre du nouveau dispositif a été réalisé en 2008.
En 2022, la commune comptait 659 habitants, en évolution de −4,22 % par rapport à 2016 (Calvados : +1,58 %, France hors Mayotte : +2,11 %).
Au premier recensement républicain, en 1793, Bonnebosq comptait 1 056 habitants, population jamais atteinte depuis.
| 1793  | 1800 | 1806 | 1821 | 1831 | 1836  | 1841  | 1846  | 1851  |
| ----- | ---- | ---- | ---- | ---- | ----- | ----- | ----- | ----- |
| 1 056 | 733  | 960  | 926  | 974  | 1 050 | 1 010 | 1 000 | 1 027 |

| 1856  | 1861  | 1866  | 1872 | 1876 | 1881 | 1886 | 1891 | 1896 |
| ----- | ----- | ----- | ---- | ---- | ---- | ---- | ---- | ---- |
| 1 053 | 1 050 | 1 051 | 930  | 960  | 902  | 940  | 888  | 917  |

| 1901 | 1906 | 1911 | 1921 | 1926 | 1931 | 1936 | 1946 | 1954 |
| ---- | ---- | ---- | ---- | ---- | ---- | ---- | ---- | ---- |
| 931  | 853  | 838  | 735  | 716  | 657  | 671  | 713  | 726  |

| 1962 | 1968 | 1975 | 1982 | 1990 | 1999 | 2006 | 2008 | 2013 |
| ---- | ---- | ---- | ---- | ---- | ---- | ---- | ---- | ---- |
| 658  | 636  | 594  | 650  | 599  | 654  | 696  | 708  | 705  |

| 2018 | 2022 | - | - | - | - | - | - | - |
| ---- | ---- | - | - | - | - | - | - | - |
| 667  | 659  | - | - | - | - | - | - | - |

## Économie

### Revenus de la population et fiscalité
Le nombre de ménages fiscaux en 2013 était de 306 et la médiane du revenu disponible par unité de consommation de 17 074 €.

### Emploi
En 2013, le nombre total d'emplois au lieu de travail était de 168.
Entre 2008 et 2013, la variation de l'emploi total (taux annuel moyen) a été de + 1,2 %. En 2013, le taux d'activité de la population âgée de 15 à 64 ans s'élevait à 74,9 % contre un taux de chômage de 9,1 %.

### Entreprises et commerces
En 2015, le nombre d'établissements actifs était de soixante-neuf dont douze dans l'agriculture-sylviculture-pêche, trois dans l'industrie, quinze dans la construction, trente-deux dans le commerce-transports-services divers et sept étaient relatifs au secteur administratif.
Cette même année, trois entreprises ont été créées par des auto-entrepreneurs.

## Lieux et monuments

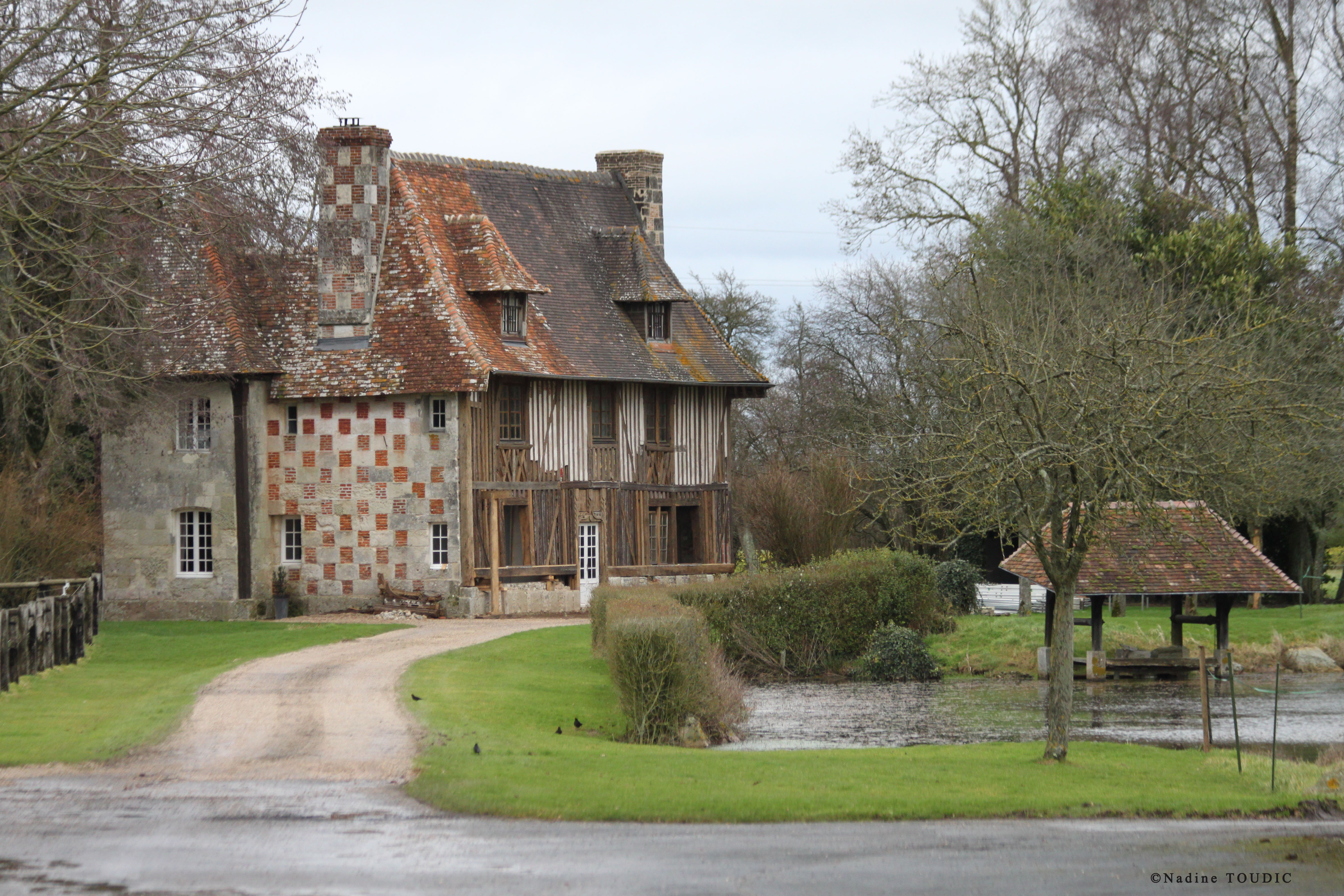
Le manoir du Champ-Versant.

- Manoir du Champ-Versan du XVIe siècle et son lavoir, inscrits au titre des monuments historiques[31]. Ce manoir était dans la mouvance de Camp Bernard. Le plus ancien détenteur en est Regnault de Hesbert, puis est cité en 1733 Jacques Pierre Bazin de Sainte Honorine, conseiller du roi, dont la mère était Marie Angélique de Nogent[32]. En 1786 y est inhumé Jean Baptiste Bazin de Sainte Honorine, ancien garde des Sceaux près du parlement de Rouen. La propriété passera ensuite par mariage aux descendants du général baron Alexandre d'Harambure et fera l'objet d´une nationalisation comme bien de l'émigré Louis Philippe d'Harambure, lequel décéda en 1793 à Berstheim dans l'armée du prince de Condé.
- Manoir de Criquebœuf du XVIe siècle, également inscrit au titre des monuments historiques[33] et son jardin.
- Église Saint-Martin du XIXe siècle, néo-gothique, abritant une Vierge à l'Enfant du XIVe siècle classée au titre objet aux monuments historiques[34].
- Le lavoir public, rue du Château.
- Vestiges d'une motte féodale à 700 mètres environ au sud du bourg, à la pointe de l'éperon dominant la vallée de la Dorette et la route de Saint-Pierre-sur-Dives. Le tertre de 35 m de diamètre, entourée d'un fossé de 8 à 9 m de profondeur et de 11 m de largeur, est flanquée de deux retranchements[35]. Une basse-cour triangulaire fossoyée longue de 26 m et large de 45 m précède la motte[36].

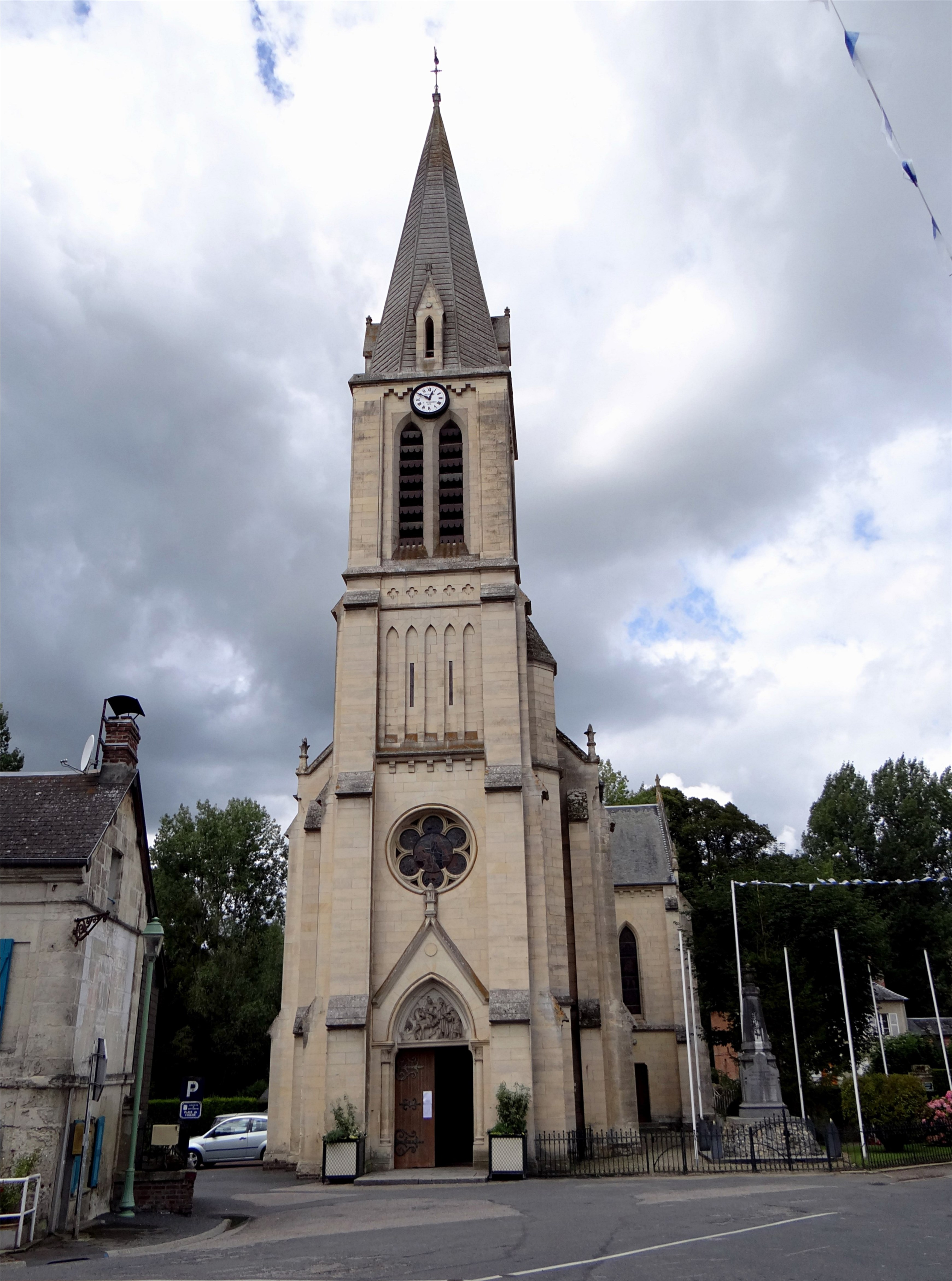
L'église Saint-Martin.
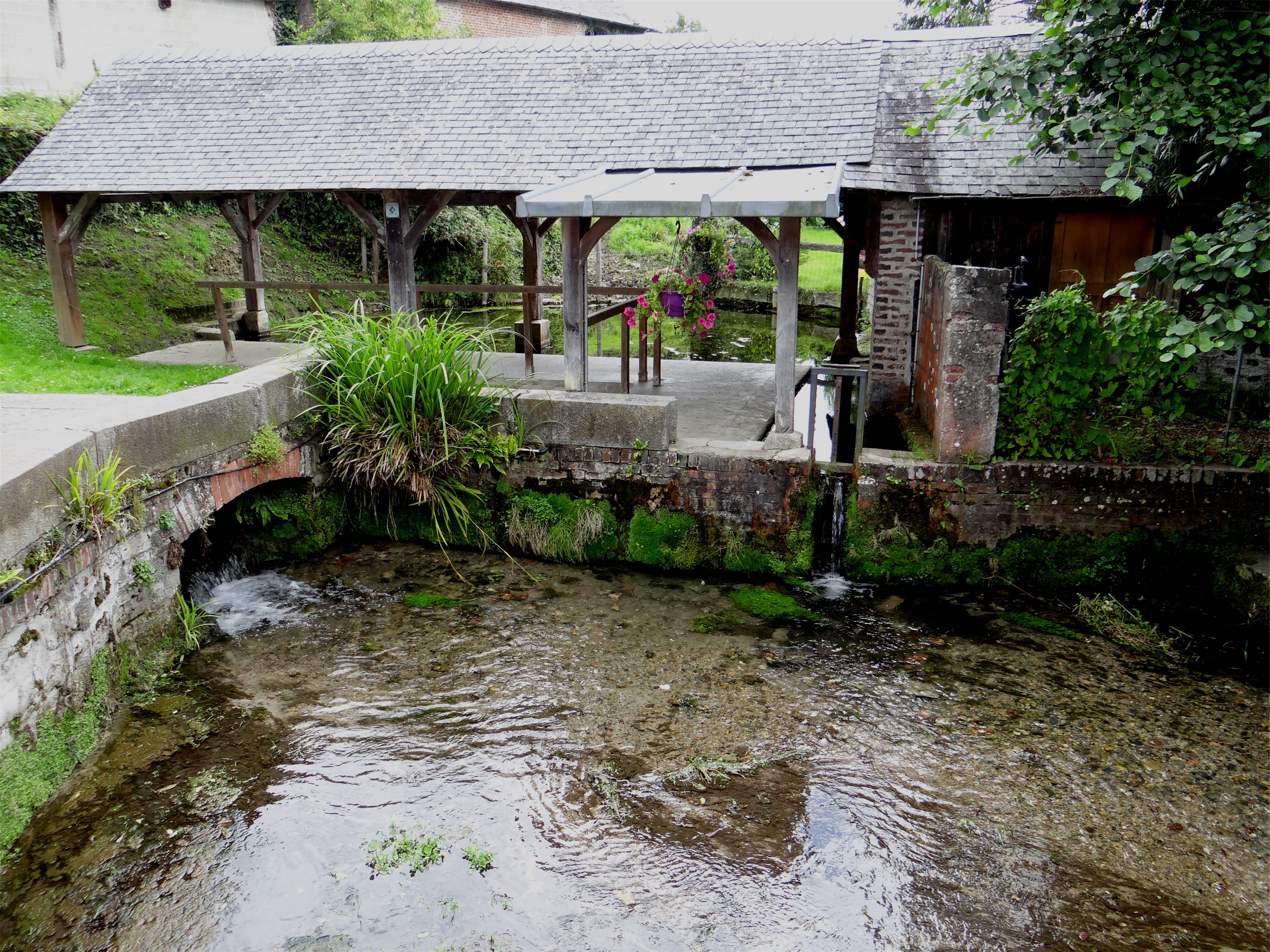
Le lavoir public.

## Activité et manifestations

### Jumelages
Bonnebosq est jumelée avec le village anglais de Cheriton Fitzpaine, depuis 1982.

### Sports
L'Étoile sportive de Bonnebosq fait évoluer une équipe de football en division de district.

## Personnalités liées à la commune
- Yul Brynner (1920-1985), acteur américain, a habité le manoir de Criquebœuf à Bonnebosq.
- Charles Doyère (1858-1929), ingénieur maritime français, y est né.
- Alexandre Ozanne (1828-1888), architecte français, y est né.
- Raymond Ruffin (mort en 2008), écrivain, spécialiste de la Résistance en Normandie, est né dans la commune.

## Héraldique
| Blason de Bonnebosq | Blason  | D'azur aux trois fermaux d'or. |
| Blason de Bonnebosq | Détails |                                |